# 류블랴나성 케이블카

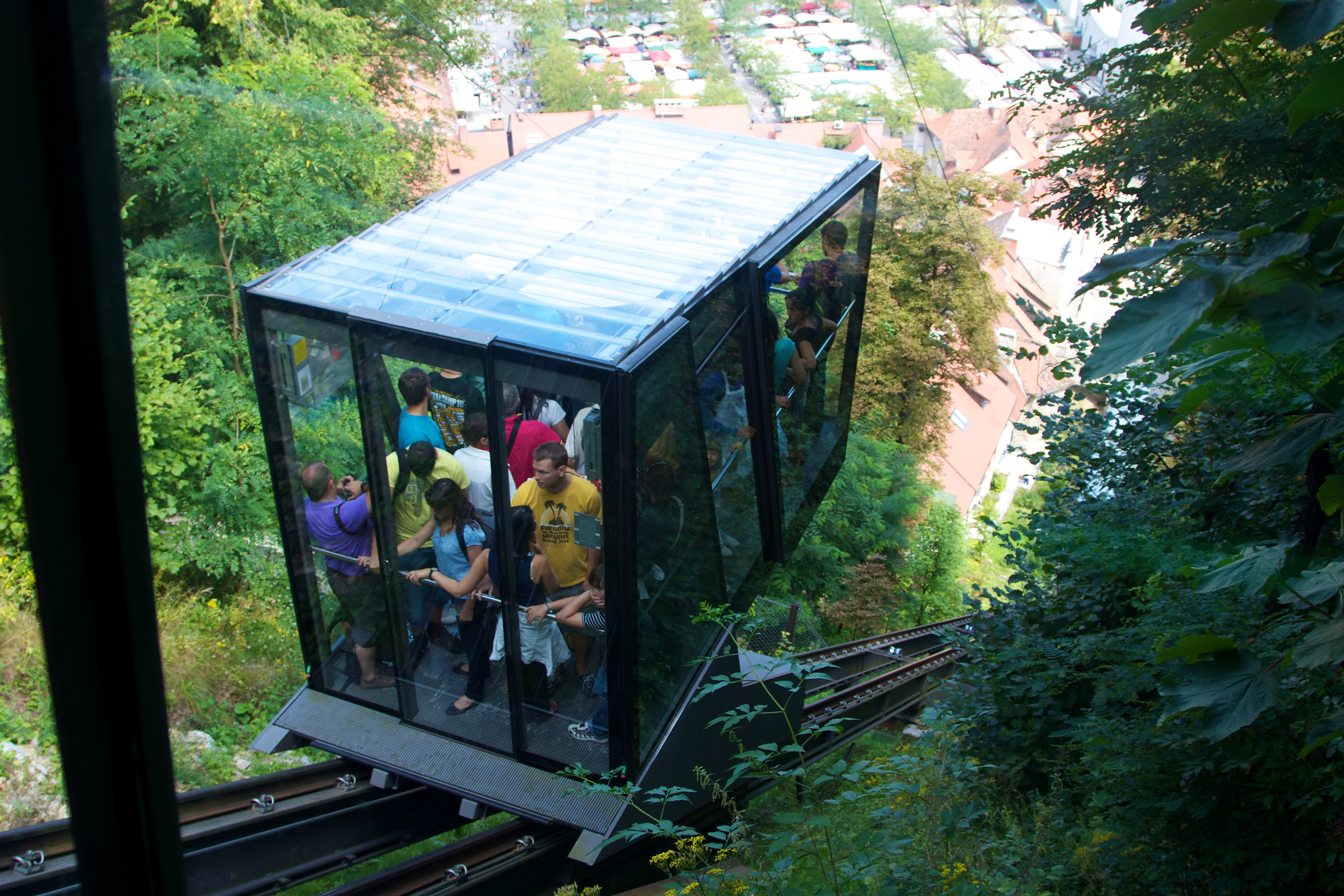
류블랴나성 케이블카

류블랴나성 케이블카(슬로베니아어: Ljubljanska vzpenjača)는 슬로베니아의 수도인 류블랴나에 있는 강삭철도다. 류블랴나 중앙시장 근처의 크레코브 광장에서 류블랴나성까지 운행된다. 케이블카의 시작은 1897년 당시 시장이었던 이반 흐리바르가 오스트리아-헝가리에 성까지 가는 리프트를 요청하는 편지를 쓴 데서 시작되었다. 이것은 2006년 12월 28일에 실현되었다. 겨울에는 오전 10시부터 오후 9시까지, 여름에는 오전 10시부터 오후 10시까지 운행되며 운행 시간은 60초다.